# Selago serpentina
Selago serpentina är en flenörtsväxtart som beskrevs av O.M. Hilliard. Selago serpentina ingår i släktet Selago och familjen flenörtsväxter. Inga underarter finns listade i Catalogue of Life.